# Groton (Massachusetts)
Groton es un pueblo ubicado en el condado de Middlesex en el estado estadounidense de Massachusetts. En el Censo de 2010 tenía una población de 10.646 habitantes y una densidad poblacional de 121,77 personas por km².

## Geografía
Groton se encuentra ubicado en las coordenadas 42°36′42″N 71°33′55″O / 42.61167, -71.56528. Según la Oficina del Censo de los Estados Unidos, Groton tiene una superficie total de 87.43 km², de la cual 84.85 km² corresponden a tierra firme y (2.95%) 2.58 km² es agua.

## Demografía
Según el censo de 2010, había 10.646 personas residiendo en Groton. La densidad de población era de 121,77 hab./km². De los 10.646 habitantes, Groton estaba compuesto por el 94.97% blancos, el 0.43% eran afroamericanos, el 0.07% eran amerindios, el 2.76% eran asiáticos, el 0.01% eran isleños del Pacífico, el 0.34% eran de otras razas y el 1.42% pertenecían a dos o más razas. Del total de la población el 1.81% eran hispanos o latinos de cualquier raza.